# Вписанные и описанные фигуры для треугольника
Важной составной частью геометрии треугольника является теория фигур и кривых, вписанных в треугольник или описанных около него — окружностей, эллипсов и других.

## Вписанные и описанные окружности треугольника

### Окружности, проходящие через вершины треугольника
- Описанная окружность (см. рисунок слева) — окружность, проходящая через все три вершины треугольника. Описанная окружность всегда единственна, если треугольник не вырожден особым образом, то есть две из трех его вершин не совпадают.

- Окружность Джонсона — любая из трех окружностей (см. рис. справа), проходящая через две вершины треугольника и через его ортоцентр. Радиусы всех трех окружностей Джонсона равны. Окружности Джонсона являются описанными окружностями треугольников Гамильтона, имеющих в качестве двух вершин две вершины данного остроугольного треугольника, а в качестве третьей вершины имеющих его ортоцентр.

### Окружности, касающиеся сторон треугольника или их продолжений
- Вписанная окружность (см. рисунок слева) — окружность, касающаяся всех трёх сторон треугольника. Она единственна. Центр вписанной окружности называется инцентром.
  - Отрезки, соединяющие точки касания вписанной окружности с вершинами, пересекаются в одной точке, называемой точкой Жергонна. Точка Жергонна изотомически сопряжена точке Нагеля (см. ниже).
- Вневписанная окружность(см. рисунок слева) — окружность, касающаяся одной стороны треугольника и продолжения двух других сторон. Таких окружностей в треугольнике три. Их радикальный центр — центр вписанной окружности срединного треугольника, называемый центром Шпикера или точкой Шпикера.
  - Отрезки, соединяющие вершины с точками касания вневписанных окружностей с вершинами, пересекаются в одной точке, называемой точкой Нагеля.

- Три окружности Мальфатти треугольника (см. рис. справа). Каждая из них касается двух сторон треугольника и двух других окружностей Мальфатти.
  - Если провести три прямые, соединяющие центр каждой окружности Мальфатти с точкой касания между собой двух других, то они пересекутся в одной точке — в точке Аджима-Мальфатти (Ajima-Malfatti)[1].

- Три полувписанные окружности или окружности Веррьера (см. рис. слева). Каждая из них касается двух сторон треугольника и описанной окружности внутренним образом.
  - Отрезки, соединяющие вершины треугольника и соответствующие точки касания окружностей Веррьера с описанной окружностью, пересекаются в одной точке, называемой точкой Веррьера. Она служит центром гомотетии G , которая переводит описанную окружность во вписанную (См. серый рис. снизу).

- Лемма Веррьера[2]. Точки касания окружностей Веррьера (полувписанных окружностей) со сторонами лежат на прямой, которая проходит через центр вписанной окружности (инцентр) (См. серый рис. снизу).

### Радиусы вписанной и описанной окружностей
Следующие формулы включают радиусы описанной R и вписанной r окружностей:
{\displaystyle R={\frac {abc}{\sqrt {(a+b+c)(-a+b+c)(a-b+c)(a+b-c)}}}={\frac {abc}{4{\sqrt {p(p-a)(p-b)(p-c)}}}}},
{\displaystyle r={\sqrt {\frac {(-a+b+c)(a-b+c)(a+b-c)}{4(a+b+c)}}}={\sqrt {\frac {(p-a)(p-b)(p-c)}{p}}},}
{\displaystyle {\frac {1}{r}}={\frac {1}{h_{a}}}+{\frac {1}{h_{b}}}+{\frac {1}{h_{c}}}}
где {\displaystyle p} — полупериметр треугольника, ha и т. д. высоты, проведенные к соответствующим сторонам;:p.70
{\displaystyle {\frac {r}{R}}={\frac {4S^{2}}{pabc}}=\cos \alpha +\cos \beta +\cos \gamma -1;}
и
{\displaystyle 2Rr={\frac {abc}{a+b+c}}}.
Произведение двух сторон треугольника равно произведению высоты к третьей стороне, умноженной на диаметр описанной окружности.:p.64:
{\displaystyle ab=h_{c}(2R)}.
- Если медиана m, высота h и внутренняя биссектриса t выходят из одной и той же вершины треугольника, около которого описана окружность радиуса R, тогда[3]:p.122,#96

{\displaystyle 4R^{2}h^{2}(t^{2}-h^{2})=t^{4}(m^{2}-h^{2}).}

### Окружности, взаимно касающиеся друг друга внутри треугольника
- Три окружности Мальфатти попарно касаются друг друга внутри треугольника. (см. выше)
- Окружность девяти точек или окружность Эйлера касается вписанной окружности  внутри треугольника в точке Фейербаха.

### Окружности, взаимно касающиеся друг друга вне треугольника
- Три окружности Веррьера касаются описанной окружности  вне треугольника.
- Окружность девяти точек или окружность Эйлера касается трех вневписанных окружностей  вне треугольника внешним образом (Теорема Фейербаха, см. рисунок).
- Окружность Аполлония касается трех вневписанных окружностей вне треугольника внутренним образом (см. рисунок)
- Три окружности Джонсона (см. выше) касаются внешним образом антикомплементарной окружности (красная на рисунке справа выше, радиус 2r) треугольника ΔABC. Центры окружностей Джонсона лежат на отрезках (оранжевые), соединяющих общую точку пересечения высот H и точки касания этих трех окружностей с антикомплементарной окружностью.. Эти точки касания образуют антидополнительный или (что то же самое) антикомплементарный треугольник {\displaystyle \triangle P_{A}P_{B}P_{C}} (зелёный на рисунке выше).

### Другие окружности
- Центры описанных окружностей шести треугольников, на которые треугольник разбивается медианами, лежат на одной окружности, которая называется окружностью Ламуна.

- Если от каждой вершины отложить наружу треугольника на прямых, содержащих стороны, отрезки, равные по длине противоположным сторонам, то получившиеся шесть точек лежат на одной окружности — окружности Конвея.

### Окружности, пересекающие стороны треугольника
- Окружность девяти точек — это окружность, проходящая через середины всех трёх сторон треугольника и через три основания его высот.
- Окружность Тейлора — это окружность, которая проходит через шесть точек в виде шести проекций трёх оснований высот треугольника, пересекающих каждую сторону, на две оставшиеся стороны.

## Определениеперспектора коники
- В треугольник можно вписать бесконечно много коник (эллипсов, парабол или гипербол).
- Если в треугольник вписать произвольную конику и соединить точки касания с противоположными вершинами, то получившиеся прямые пересекутся в одной точке, называемой перспектором коники.
- Для любой точки плоскости, не лежащей на стороне или на её продолжении существует вписанная коника с перспектором в этой точке[5].

## Эллипсы треугольника

### Определениевписанного эллипса Штейнера
- В треугольник можно вписать бесконечно много эллипсов. При этом фокусы каждого из вписанных эллипсов изогонально сопряжены.
- В треугольник можно вписать единственный эллипс, который касается сторон в их серединах. Такой эллипс называется вписанным эллипсом Штейнера (его перспектором будет центроид треугольника)[6].
- «Определение перспектора коники» (включая конику-эллипс) см. выше.

### Определениеописанного эллипса Штейнера
- Около треугольника можно описать бесконечно много эллипсов.
- Oколо треугольника можно описать единственный эллипс, который касается прямых, проходящих через вершины и параллельных сторонам. Такой эллипс называется описанным эллипсом Штейнера.
- Фокусы описанного эллипса Штейнера называют точками Скутина.
- Чевианы, проведённые через фокусы описанного эллипса Штейнера (точки Скутина), равны (теорема Скутина)

### Аффинное преобразованиеэллипса Штейнера
- Если аффинным преобразованием («перекосом») перевести произвольный разносторонний треугольник в правильный треугольник, то его вписанный и описанный эллипсы Штейнера перейдут во вписанную и описанную окружности[7].

### Эллипс Брокара
- Эллипс с фокусами в точках Брокара называется эллипсом Брокара. Его перспектором служит точка Лемуана[8].

### Эллипс Мандарта (Mandart inellipse)
- Эллипс Мандарта (или Мандара) треугольника ABC — вписанный в треугольник эллипс, касающийся его сторон в точках касания их с вневписанными окружностями (в вершинах треугольника Нагеля)(см. рис. справа).
- Описанная вокруг треугольника Нагеля TATBTC окружность называется окружностью Мандарта (частный случай эллипса Мандарта).

### Эллипс Джонсона
- Шесть точек — вершины опорного треугольника и вершины его треугольника Джонсона —  лежат на эллипсе Джонсона (рис. слева), имеющем центр в центре девяти точек и точка X(216) опорного треугольника является его точкой перспективы. Описанный эллипс и описанная окружность имеют четыре общие точки — три вершины опорного треугольника и точку X(110).

### Соотношение для произвольного эллипса, вписанного в треугольник
Если произвольный эллипс, вписан в треугольник ABC и имеет фокусы P и Q, тогда для него справедливо соотношение
{\displaystyle {\frac {{\overline {PA}}\cdot {\overline {QA}}}{{\overline {CA}}\cdot {\overline {AB}}}}+{\frac {{\overline {PB}}\cdot {\overline {QB}}}{{\overline {AB}}\cdot {\overline {BC}}}}+{\frac {{\overline {PC}}\cdot {\overline {QC}}}{{\overline {BC}}\cdot {\overline {CA}}}}=1.}

## Параболы, вписанные в треугольник
- В треугольник можно вписать бесконечно много парабол.

- Перспекторы вписанных в треугольник парабол лежат на описанном эллипсе Штейнера(см. выше)[10]. Фокус вписанной параболы лежит на описанной окружности, а директриса проходит через ортоцентр[11].

### Парабола Киперта
Парабола, вписанная в треугольник, имеющая директрисой прямую Эйлера, называется параболой Киперта. Её перспектор — четвёртая точка пересечения описанной окружности и описанного эллипса Штейнера, называемая точкой Штейнера.

## Гиперболы, описанные около треугольника
- Около треугольника можно описать бесконечно много гипербол.
- Если описанная около треугольника гипербола проходит через точку пересечения высот, то она равносторонняя (то есть её асимптоты перпендикулярны)[12]. Точка пересечения асимптот равносторонней гиперболы лежит на окружности девяти точек[12].

### Гипербола Киперта
- Гипербола Киперта — описанная гипербола, проходящая через центроид и ортоцентр. Если на сторонах треугольника построить подобные равнобедренные треугольники (наружу или внутрь), а затем соединить их вершины с противоположными вершинами исходного треугольника, то три таких прямые пересекутся в одной точке, лежащих на гиперболе Киперта. В частности, на этой гиперболе лежат точки Торричелли и точки Наполеона (точки пересечения чевиан, соединяющие вершины с центрами построенных на противоположных сторонах правильных треугольников)[13].

### Гипербола Енжабека
- Гипербола Енжабека — описанная гипербола, проходящая через ортоцентр и точку Лемуана. На ней лежит центр описанной окружности.

### Гипербола Фейербаха и точка Фейербаха
- Гипербола Фейербаха — описанная гипербола, проходящая через ортоцентр и центр вписанной окружности. Её центр лежит в точке Фейербаха. Подерные и чевианные окружности точек на гиперболе Фейербаха проходят через точку Фейербаха.
- В частности, через точку Фейербаха проходит окружность, проведённая через основания биссектрис.[14]

## Коника девяти точек
Коника девяти точек полного четырёхугольника — это коническое сечение, проходящее через три диагональные точки и шесть середин сторон полного четырёхугольника.
На рис. показана коника Бохера для четырех точек полного четырёхугольника как три вершины треугольника и одну независимую точку:
Пусть задан треугольник ABC и точка P на плоскости. Коническое сечение можно провести через следующие девять точек:
середины сторон треугольника ABC,
середины отрезков, соединяющих P с вершинами треугольника,
точки, где эти прямые, проходящие через P и вершины треугольника, пересекают стороны треугольника.
- Знаменитая окружность девяти точек - это пример коники Бохера.

## Кубики
- Каталог  кубик треугольника (Catalogue of Triangle Cubics[англ.]) - это онлайн-ресурс, содержащий подробную информацию о более, чем 1200 кубических кривых в плоскости опорного  треугольника. Ресурс поддерживается Бернардом Гилбертом ( Bernard Gilbert). Каждой кубике в ресурсе присваивается уникальный идентификационный номер вида "Knnn", где "nnn" обозначает три цифры. Идентификационный номер первой записи в каталоге - "K001", который является кубикой Нойберга опорного треугольника ABC. Каталог содержит, среди прочего, следующую информацию о каждой из перечисленных ниже кубик:
- Барицентрическое уравнение кривой
- Список центров треугольников, которые лежат на кривой
- Особые точки на кривой, которые не являются центрами треугольников
- Геометрические свойства кривой
- Свойства локуса кривой
- Другие специальные свойства кривой
- Другие кривые, связанные с кубической кривой
- Множество аккуратных и аккуратных фигур, иллюстрирующих различные свойства
- Ссылки на литературу по кривой

- Кубика (кубическая кривая) — это кривая третьего порядка (задающаяся уравнением третьей степени). Многие замечательные кубики, связанные с треугольником, строятся следующим образом: фиксируется точка в плоскости (возможно, бесконечно удалённая). Тогда множество таких точек {\displaystyle X}, что прямая {\displaystyle XX'} проходит через эту точку, является описанной около треугольника кубикой (здесь {\displaystyle X'} — точка, изогонально сопряжённая {\displaystyle X}). Такие кубики проходят также через центры вписанной и вневписанных окружностей, а также через саму фиксированную точку и изогонально сопряжённую ей[15].

- Кубика Дарбу получается, если зафиксировать точку, симметричную ортоцентру относительно центра описанной окружности. Она проходит через точки: инцентр, ортоцентр, центр описанной окружности, точку Лоншана (Longchamps point) X(20), другие точки, а также через вершины A, B, C, через центры вневписанных окружностей, через антиподы вершин A, B, C на описанной окружности. Она проходит через ортоцентр и центр описанной окружности. В списке кубик на плоскости треугольника Жибера (Bernard Gibert) кубика Дарбу значится как K004[16].
- Кубика Люка. Она проходит через точки: центроид, ортоцентр, точку Жергонна, точку Нагеля, точку Лоншана, вершины антидополнительного треугольника и через фокусы описанного эллипса Штейнера и другие. В списке кубик на плоскости треугольника кубика Люка значится как K007[17].
- Кубика Мак-Кэя получится, если в качестве фиксированной точки взять центр описанной окружности. Она также проходит через ортоцентр и центр описанной окружности.
- Кубика Наполеона-Фейербаха. Она проходит через точки: инцентр, ортоцентр, центр описанной окружности, точку Жергонна, точку Нагеля, точку Лоншана, первую и вторую точки Наполеона, другие точки, а также через вершины A, B, C, а также через центры вневписанных окружностей, проекции центроида на высоты, центры шести равносторонних треугольников, построенных на сторонах треугольника ABC (внешним или внутренним образом). В списке кубик на плоскости треугольника кубика Наполеона-Фейербаха значится как K005[18].
- Кубика Нойберга — множество таких точек {\displaystyle X}, что {\displaystyle XX'\parallel OH} — прямой Эйлера (зафиксирована её бесконечно удалённая точка). На этой кубике лежит более 15 замечательных точек, в частности, точки Торричелли, Аполлония, ортоцентр, центр описанной окружности, вершины правильных треугольников, построенных на сторонах (внешним или внутренним образом), точки, симметричные вершинам относительно сторон, две точки Ферма, две изодинамические точки, бесконечную точку Эйлера(Euler infinity point), а также лежащие на всех кубиках центры вписанной и вневписанных окружностей. В списке кубик на плоскости треугольника кубика Нейберга значится как K001[19].
- Кубика Томсона получается, если в качестве фиксированной точки выбрать центроид. Кубика Томсона проходит через центроид, точку Лемуана, ортоцентр, центр описанной окружности, середины сторон и середины высот вершины A, B, C, через центры вневписанных окружностей. В списке кубик на плоскости треугольника кубика Томсона значится как K002[20].
- Первая кубика Брокара. Она проходит через точки: центроид, точку Лемуана, точку Штейнера X(99), две изодинамические точки, точку Парри и другие, а также через вершины 1-го и 3-го треугольников Брокара. В списке кубик на плоскости треугольника первая кубика Брокара значится как K017[21].
- Вторая кубика Брокара. Она проходит через точки: центроид, точку Лемуана, две точки Ферма, две изодинамические точки, точку Парри и другие, а также через вершины 2-го и 4-го треугольников Брокара. В списке кубик на плоскости треугольника вторая кубика Брокара значится как K018[22].
- Первая кубика равных площадей (1st equal areas cubic). Она проходит через точки: инцентр, точку Штейнера X(99), первую и вторую точки Брокара, центры вневписанных окружностей треугольника. В списке кубик на плоскости треугольника первая кубика равных площадей  значится как K021[23].
- Вторая кубика равных площадей (2nd equal areas cubic). Она проходит через точки: инцентр, другие точки, а также через следующие точки в обозначениях энциклопедии центров треугольника Кларка Кимберлинга: X(31), X(105), X(238), X(292), X(365), X(672), X(1453), X(1931), X(2053) и другие. В списке кубик на плоскости треугольника вторая кубика равных площадей  значится как K155[24].
- Существуют две интересные и описанные в литературе кубические кривые, проходящие через вершины опорного треугольника и его треугольника Джонсона, а также через центр описанной окружности, ортоцентр и центр девяти окружностей:
  - Первая кривая известна как кривая Муссельмана  — K026. Эта кривая проходит также через вершины срединного треугольника и срединного треугольника треугольника Джонсона.
  - Вторая кривая известна как  кривая центров Эйлера — K044. Эта кривая также проходит через шесть точек — основания высот и основания высот треугольника Джонсона.

## Многоугольники, вписанные в данный треугольник

### Треугольники, вписанные в данный треугольник
- Треугольник с вершинами в основаниях трех чевиан, проведённых через данную точку, называется чевианным треугольником этой точки.
- Треугольник с вершинами в проекциях данной точки на стороны называется подерным или педальным треугольником этой точки.
- Треугольник с вершинами во вторых точках пересечения прямых, проведённых через вершины и данную точку, с описанной окружностью, называют окружностно-чевианным треугольником. Теорема: окружностно-чевианный треугольник подобен подерному[25].
- Треугольник оснований медиан A′B′C′ данного треугольника ABC, то есть треугольник, вершины которого суть средины сторон треугольника ABC, называется дополнительным, или серединным, для данного треугольника.
- Ортотреугольник — треугольник с вершинами в основаниях высот данного треугольника. Стороны ортотреугольника антипараллельны соответствующим сторонам данного треугольника.
- Треугольник точек касания вневписанных окружностей для треугольника ABC (иногда именуемый треугольником Нагеля) определяется вершинами TA, TB и TC, которые являются точками касания вневписанных окружностей с соответствующими сторонами треугольника ABC. Например, точка TA противоположна стороне A, и т. д.
- Треугольник Жергонна для треугольника ABC определяется вершинами TA, TB и TC, которые являются точками касания вписанной окружности с соответствующими сторонами треугольника ABC. Треугольник Жергонна TATBTC известен также как треугольник касаний треугольника ABC.
- Во всякий треугольник ABC можно вписать 2 треугольника, 3 стороны которых параллельны 3 биссектрисам треугольника ABC. Эти треугольники имеют общую окружность типа окружности Эйлера, то есть 6 их вершин лежат на 1 окружности.[26]

### Треугольники, описанные около данного опорного треугольника
- Треугольник A″B″C″, стороны которого проходят через вершины треугольника ABC и параллельны противолежащим его сторонам, называется антидополнительным для данного треугольника ABC.
- Если вокруг данного остроугольного треугольника ∆ABC описать окружность и в трёх вершинах треугольника провести прямые, касательные к окружности, то пересечение этих прямых образует так называемый тангенциальный треугольник ΔA′B′C′ по отношению к данному треугольнику ΔABC. Стороны тангенциального треугольника ΔA′B′C′ антипараллельны соответствующим противоположным сторонам данного треугольника и параллельны соответствующим сторонам ортотреугольника.
- Если вне данного треугольника ∆ABC провести через его вершины три его внешние биссектрисы, то они пересекутся в трёх центрах вневписанных окружностей, образуя треугольник трёх внешних биссектрис.

### Другие треугольники, расположенные внутри данного опорного треугольника
- Три отрезка прямых, соединяющих ортоцентр с вершинами остроугольного треугольника, разбивают его на три треугольника Гамильтона, имеющих равные радиусы описанных окружностей.
- Треугольник Эйлера или треугольник Фейербаха — треугольник, вершинами которого служат середины трёх отрезков, соединяющих ортоцентр и его вершины.

### Квадраты, вписанные в данный опорный треугольник
Каждый остроугольный треугольник имеет три вписанных квадрата (квадраты вписаны в него таким образом, что все четыре вершины квадрата лежат на разных сторонах треугольника, так что двое из них лежат на одной стороне и, следовательно, одна сторона квадрата совпадает с частью одной треугольника, а остальные две вершины квадрата касаются двух оставшихся сторон опорного треугольника). В прямоугольном треугольнике два из таких квадратов совпадают и имеют две стороны, выходящими из вершины с прямым углом треугольника, а четвертая вершина двух таких совпадающих квадратов лежит на середине гипотенузы. Другой тип квадрата, вписанного в  прямоугольный треугольник, имеет одну сторону и две её вершины лежащими на гипотенузе, а две оставшиеся вершины квадрата лежат на разных катетах прямоугольного треугольника. Таким образом, прямоугольный треугольник имеет только два различных вида вписанных квадратов. Тупоугольный треугольник имеет только один вписанный квадрат, со стороной, совпадающей с частью самой длинной стороны треугольника. В пределах данного треугольника, самая длинная сторона треугольника целиком содержит одну из сторон вписанного квадрата. Если вписанный квадрат имеет длину стороны, равную qa, и одна из его сторон которого целиком лежит на стороне треугольника длиной a; высота, опущенная на эту сторону, равна ha, а площадь треугольника равна S, тогда согласно 
{\displaystyle q_{a}={\frac {2Sa}{a^{2}+2S}}={\frac {ah_{a}}{a+h_{a}}}.}

### Шестиугольники, вписанные в данный опорный треугольник
- Первый (второй) Шестиугольник Лемуана представляет собой шестиугольник, около которого можно описать окружность. Его вершинами являются шесть точек пересечениями сторон треугольника с тремя линиями, которые параллельны (соответственно: антипараллельны) сторонам и которые проходят через его точку Лемуана. В любом треугольнике первый (второй) шестиугольник Лемуана находится внутри треугольника с тремя парами вершин, лежащих попарно на каждой стороне треугольника.
- Шестиугольник Эйлера представляет собой шестиугольник, около которого можно описать окружность (Окружность Эйлера). Его вершинами являются шесть точек: три основания медиан и три основания высот данного опорного треугольника.